# خان کوزان
خان کوزان (انگلیسی: Can Coşkun؛ زادهٔ ۲۸ مارس ۱۹۹۸) بازیکن فوتبال اهل ترکیه است.
از باشگاه‌هایی که در آن بازی کرده‌است می‌توان به باشگاه فوتبال تسویکاو اشاره کرد.
وی همچنین در تیم‌های ملی فوتبال Turkey national under-19 football team و زیر ۲۱ سال ترکیه بازی کرده‌است.